# Wolfgang Loitzl
Wolfgang Loitzl (* 13. Jänner 1980 in Bad Ischl) ist ein ehemaliger österreichischer Skispringer und früherer Zeitsoldat beim österreichischen Bundesheer. Er gewann insgesamt neun Goldmedaillen (sieben bei Skisprung-Weltmeisterschaften, je eine bei Olympia und bei Skiflug-Weltmeisterschaften), davon acht im jeweiligen Mannschaftsspringen. Damit ist er einer der erfolgreichsten Medaillengewinner Österreichs. Sein größter Erfolg als Einzelspringer war der Sieg bei der Vierschanzentournee 2008/09.

## Werdegang
Wolfgang Loitzl nahm am 6. Jänner 1997 in Bischofshofen das erste Mal an einem Skisprungbewerb im FIS-Weltcup teil. Obwohl er fast zwölf Jahre lang kein Einzelspringen gewinnen sollte, etablierte er sich schnell als zuverlässiger Springer mit zahlreichen Podest- und Top-10-Ergebnissen und wurde so zu einer wesentlichen Stütze der österreichischen Nationalmannschaft. So gewann er bei der WM 2001 Gold mit der Mannschaft von der Normalschanze und Bronze mit der Mannschaft von der Großschanze, bei der Skiflug-Weltmeisterschaft 2004 Bronze mit der Mannschaft und bei der WM 2005 Gold mit der Mannschaft von der Normalschanze und von der Großschanze. Bei der WM 2007 in Sapporo konnte Österreich den Titel verteidigen und Loitzl gewann erneut Gold mit der Mannschaft von der Großschanze.
Seinen ersten Sieg in einer Einzelkonkurrenz schaffte er in der Saison 2008/09. Nach vier zweiten Plätzen im November und Dezember 2008 erreichte er am 1. Jänner 2009 beim Neujahrsspringen der Vierschanzentournee in Garmisch-Partenkirchen seinen ersten Weltcupsieg, wobei er für seinen zweiten Sprung viermal die Höchstnote 20 erhielt. Am 4. Jänner 2009 gewann er auch das Tourneespringen am Bergisel in Innsbruck. Beim Abschlussspringen der Tournee, am 6. Jänner 2009 in Bischofshofen, wurde sein 142,5-Meter-Sprung im ersten Durchgang als perfekter Sprung gewertet (fünfmal die Note 20) – das war zuvor erst vier Springern gelungen. Im zweiten Durchgang verpasste er diese Marke nur knapp und erhielt für seinen 141,5-Meter-Sprung viermal die Wertungsnote 20 und einmal die Wertungsnote 19,5. Damit stellte er den Rekord von Sven Hannawald aus dem Jahr 2003, der ebenfalls neunmal 20 bei einem Sprungwettbewerb erhalten hatte, ein. Mit dem Sieg in Bischofshofen sicherte sich Loitzl gleichzeitig die Gesamtwertung der Vierschanzentournee 2008/09. Bei der Nordischen Skiweltmeisterschaft 2009 konnte er auf der Normalschanze auch Weltmeister im Einzel werden. Zusätzlich gewann er auch mit dem Team auf der Großschanze Gold. Im November wurde er als österreichischer Sportler des Jahres 2009 ausgezeichnet.
Von einem Durchbruch als Siegspringer konnte allerdings keine Rede sein, da ihm, abgesehen von einem weiteren Weltcupsieg in Zakopane (ebenfalls im Jänner 2009) kein weiterer Sieg gelang. Loitzls Siegesserie war beeindruckend, aber kurz. In seiner mehr als zehnjährigen Karriere fielen alle Siege in einen Zeitraum von 51 Tagen. Im Anschluss an seinen letzten Sieg, den Einzelweltmeistertitel von der Normalschanze 2009, kam er nie wieder auch nur annähernd in die Nähe seiner bestechenden Form von Jänner/Februar 2009.
Bei den Olympischen Winterspielen 2010 in Vancouver erreichte er im Springen von der Normalschanze den 11. Platz. Von der Großschanze sprang er auf den 10. Platz. Gemeinsam mit Thomas Morgenstern, Andreas Kofler und Gregor Schlierenzauer gewann er, vor Deutschland, das Teamspringen.
Im August 2011 beendete Wolfgang Loitzl seinen aktiven Dienst beim österreichischen Bundesheer, von dem er seit 2001 unterstützt und gefördert wurde. Am 10. Jänner 2015 gab er bekannt, dass er seine Karriere mit sofortiger Wirkung beendet. Nach seiner aktiven Skisprungkarriere begleitete Loitzl für einen Monat probeweise das österreichische Continental-Cup-Team, entschied sich jedoch gegen eine Trainerausbildung. Stattdessen übernahm er die Landwirtschaft seiner Eltern und betreibt vorrangig Forstarbeit. Gemeinsam mit seiner Frau Marika vermietet er zudem ein Ferienhaus in Bad Mitterndorf.

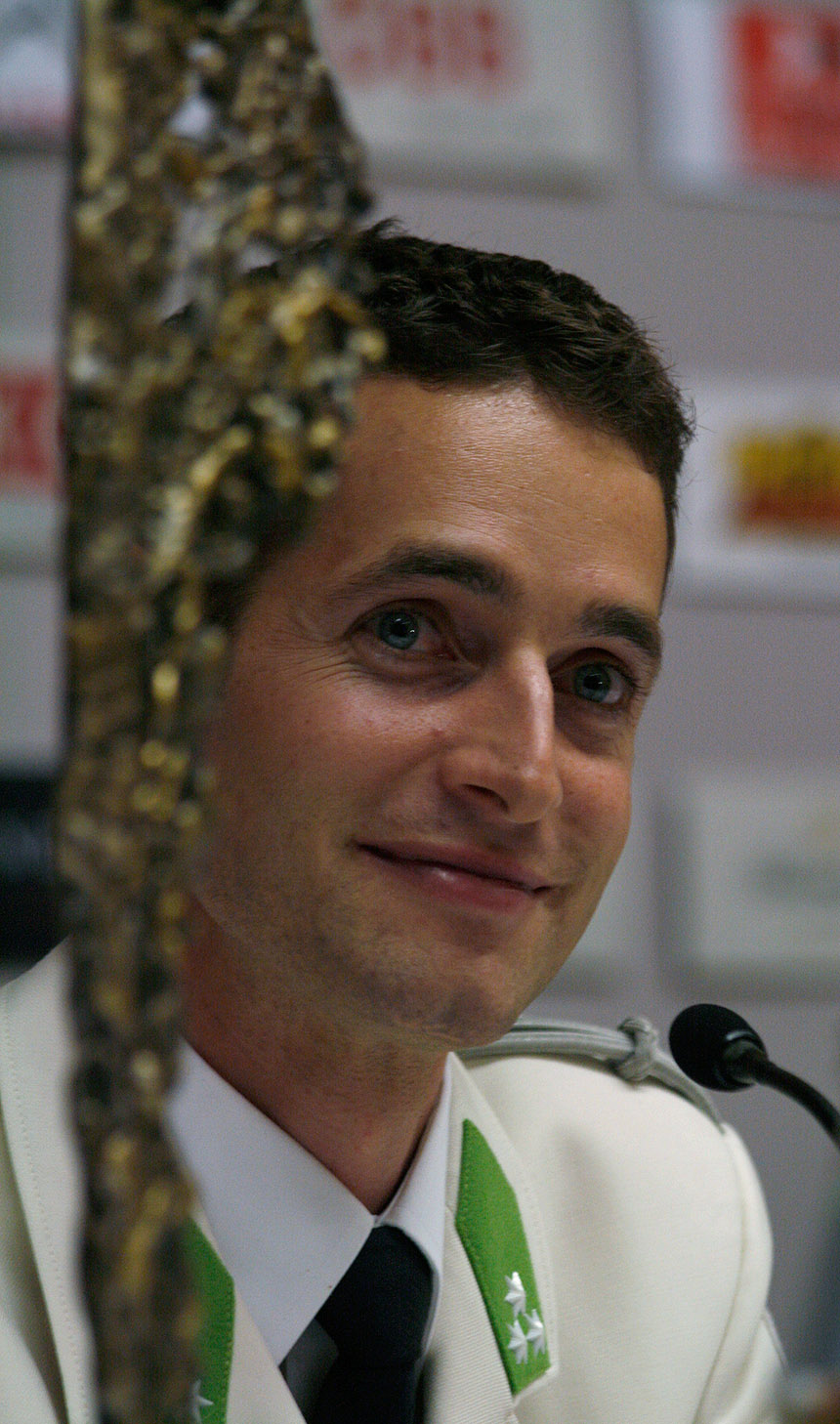
Sportler des Jahres 2009

## Privates
Mit seiner Frau Marika, mit der er seit dem 10. Juni 2006 verheiratet ist, hat Wolfgang Loitzl zwei Söhne. Die Familie wohnt in Bad Mitterndorf.

## Erfolge

### Vierschanzentournee
- Sieger der Vierschanzentournee 2008/09 mit drei Einzelsiegen
- 3. Platz in der Gesamtwertung der Vierschanzentournee 2009/2010

### Weltcupsiege im Einzel
| Nr. | Datum           | Ort                    | Typ         |
| --- | --------------- | ---------------------- | ----------- |
| 1.  | 1. Jänner 2009  | Garmisch-Partenkirchen | Großschanze |
| 2.  | 4. Jänner 2009  | Innsbruck              | Großschanze |
| 3.  | 6. Jänner 2009  | Bischofshofen          | Großschanze |
| 4.  | 16. Jänner 2009 | Zakopane               | Großschanze |

### Weltcupsiege im Team
| Nr. | Datum             | Ort        | Typ         |
| --- | ----------------- | ---------- | ----------- |
| 1.  | 27. Jänner 2002   | Sapporo    | Großschanze |
| 2.  | 11. Februar 2005  | Pragelato  | Großschanze |
| 3.  | 11. Februar 2007  | Willingen  | Großschanze |
| 4.  | 7. Februar 2009   | Willingen  | Großschanze |
| 5.  | 7. März 2009      | Lahti      | Großschanze |
| 6.  | 14. März 2009     | Vikersund  | Flugschanze |
| 7.  | 27. November 2009 | Kuusamo    | Großschanze |
| 8.  | 30. Jänner 2010   | Oberstdorf | Flugschanze |
| 9.  | 27. November 2010 | Kuusamo    | Großschanze |
| 10. | 27. November 2011 | Kuusamo    | Großschanze |

### Grand-Prix-Siege im Einzel
| Nr. | Datum          | Ort          | Typ           |
| --- | -------------- | ------------ | ------------- |
| 1.  | 7. August 2005 | Hinterzarten | Normalschanze |

### Grand-Prix-Siege im Team
| Nr. | Datum           | Ort          | Typ           |
| --- | --------------- | ------------ | ------------- |
| 1.  | 5. August 2006  | Hinterzarten | Normalschanze |
| 2.  | 11. August 2007 | Hinterzarten | Normalschanze |
| 3.  | 22. Juli 2011   | Zakopane     | Großschanze   |

## Statistik

### Weltcup-Platzierungen
| Saison  | Platz | Punkte |
| ------- | ----- | ------ |
| 1997/98 | 31.   | 0194   |
| 1998/99 | 12.   | 0505   |
| 1999/00 | 22.   | 0251   |
| 2000/01 | 07.   | 0614   |
| 2001/02 | 28.   | 0146   |
| 2002/03 | 60.   | 0020   |
| 2003/04 | 28.   | 0206   |
| 2004/05 | 18.   | 0350   |
| 2005/06 | 29.   | 0156   |
| 2006/07 | 13.   | 0476   |
| 2007/08 | 10.   | 0715   |
| 2008/09 | 03.   | 1396   |
| 2009/10 | 06.   | 0760   |
| 2010/11 | 13.   | 0442   |
| 2011/12 | 30.   | 0154   |
| 2012/13 | 12.   | 0592   |
| 2013/14 | 29.   | 0226   |
| 2014/15 | 72.   | 0008   |

### Grand-Prix-Platzierungen
| Saison | Platz | Punkte |
| ------ | ----- | ------ |
| 1997   | 40.   | 0011   |
| 1998   | 41.   | 0009   |
| 1999   | 10.   | 0091   |
| 2001   | 39.   | 0034   |
| 2002   | 15.   | 0082   |
| 2003   | 23.   | 0039   |
| 2004   | 18.   | 0108   |
| 2005   | 02.   | 0470   |
| 2006   | 02.   | 0486   |
| 2007   | 06.   | 0299   |
| 2008   | 20.   | 0095   |
| 2009   | 39.   | 0045   |
| 2010   | 29.   | 0068   |
| 2011   | 27.   | 0100   |
| 2012   | 35.   | 0060   |
| 2013   | 67.   | 0018   |

### Schanzenrekorde
| Ort    | Land     | Weite               | aufgestellt am | Rekord bis   |
| ------ | -------- | ------------------- | -------------- | ------------ |
| Kuopio | Finnland | 123,0 m (HS: 127 m) | 4. März 1998   | 4. März 1998 |